# No Credit Band
Die No Credit Band, später auch nur No Credit, war eine Rockband aus Heilbronn.
Die Gruppe war ab 1988 erfolgreich und absolvierte Konzerte im gesamten Bundesgebiet, wodurch sie auch einen Plattenvertrag bei EMI erzielte. Sie begleitete die Deutschlandtourneen von Asia, The Tubes, Axxis, Steppenwolf, Eric Burdon und Victory. Beim Deutschen Rockpreis 1992 erzielte die Gruppe den 3. Platz. 
In der retrospektiven Rezeption wird die Band dem AOR und dem Melodic Rock zugeordnet.

## Veröffentlichungen

### EPs
- 1987: Break My Heart Again, Selbstverlag

### Alben
- 1989: Ready For Surprise, Output Records
- 1993: Interrelated, BMG